# Peter Wurschi

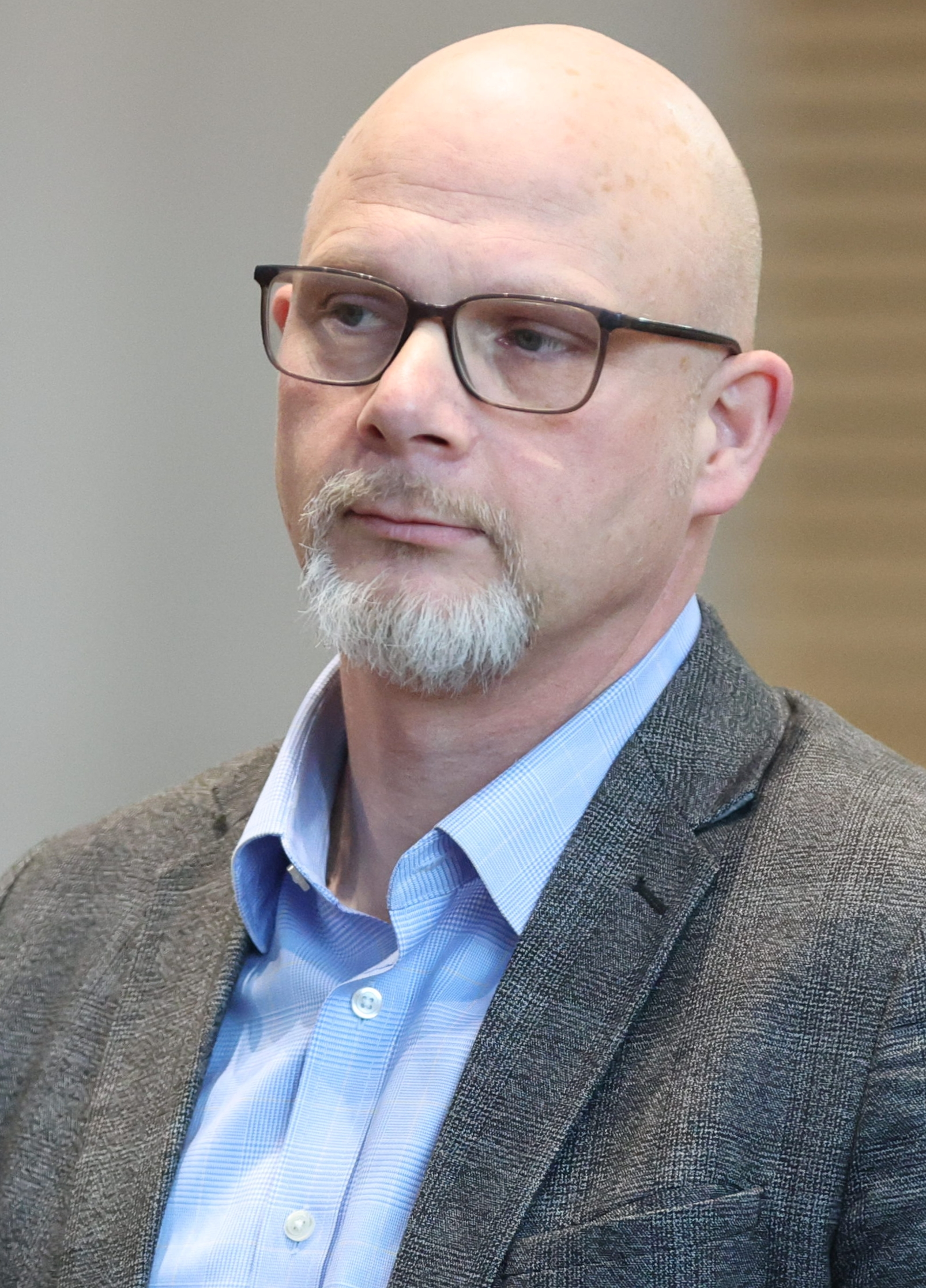
Peter Wurschi (2024)

Peter Wurschi (* 17. Februar 1975 in Suhl) ist ein deutscher Politikwissenschaftler und Soziologe und der amtierende Landesbeauftragte des Freistaats Thüringen zur Aufarbeitung der SED-Diktatur.

## Leben
Peter Wurschi studierte von 1995 bis 2000 Politikwissenschaften, Soziologie, Philosophie und Psychologie an der Universität Leipzig. In seiner Abschlussarbeit erforschte er die Entwicklung der politischen Opposition in seiner Heimatstadt Suhl. Als Stipendiat der Bundesstiftung zur Aufarbeitung der SED-Diktatur schrieb er seine Promotion zu DDR-Jugendprotestkultur in Thüringen. 2007 erarbeitete er ein erstes Konzept zur Entwicklung einer Gedenk- und Bildungsstätte in der ehemaligen Erfurter Stasi-Untersuchungshaftanstalt Andreasstraße. Seit 2008 arbeitete er bei der Stiftung Ettersberg, die der wissenschaftlichen Forschung zu Entstehung, Erscheinungsformen und Überwindung von Diktaturen in Europa, insbesondere der SED-Diktatur, dient. Dort kuratierte er unter anderem Ausstellungen und verantwortete als leitender wissenschaftlicher Mitarbeiter das Veranstaltungsprogramm der Stiftung sowie die historisch-politische Bildungsarbeit. In dieser Zeit koordinierte und organisierte er außerdem den Aufbau des „Geschichtsverbundes Thüringen“.
Seit 2010 ist er Lehrbeauftragter an der Universität Erfurt. Von 2014 bis 2016 war er Mitglied der Expertenkommission des Deutschen Bundestages zur Zukunft der Behörde des Bundesbeauftragten für die Unterlagen des Staatssicherheitsdienstes der ehemaligen DDR. Im November 2018 trat Wurschi das Amt als Landesbeauftragter des Freistaats Thüringen zur Aufarbeitung der SED-Diktatur (ThLA) an. Ein gesetzlicher Schwerpunkt des ThLA ist die Beratung politisch Verfolgter im Umgang mit ihrer Vergangenheit und die Unterstützung auf dem Wege zu ihrer Rehabilitierung. Zudem leistet der ThLA politisch-historische Bildungsarbeit über Wirken und Auswirkungen der SED-Diktatur.

## Schriften (Auswahl)

### Monographien
- Jungsein in der DDR. Erfurt 2014.
- Rennsteigbeat. Jugendliche Subkulturen im Thüringer Raum 1952 bis 1989. Köln/Weimar/Wien 2007.
- „… und sie wachten auf in Nordrhein-Westfalen!“ Die Entwicklung der Opposition in Suhl und ihr Wirken im Herbst 1989. Zella-Mehlis 2002.

### Sammelbände
- Bersch: Passion. Ein Bild ist nicht genug, Halle (Saale) 2017.
- Schweigen oder Sprechen – Wie wir mit Geschichte umgehen, Weimar, Erfurt 2015 (hg. zus. mit Annegret Schüle, Solveig Negelen und Manuel Leppert).
- „Es lag was in der Luft …“ Die Besetzungen der Bezirksverwaltungen der Staatssicherheit in Thüringen (Bezirke Erfurt, Suhl und Gera). Weimar, Erfurt 2014 (hrsg. zusammen mit Hans-Joachim Veen).

### Aufsätze
- Seid bereit! Jungsein in der DDR. In: Andreas Apelt / Robert Grünbaum / Jens Schöne (Hrsg.): Erinnerungsort DDR. Berlin 2016, S. 105–116.
- Schwitzend, Stampfend, Aktenkundig: Der Suhler Jugendklub Kramkiste in den 1980er Jahren, in: Leonard Schmieding/Alfons Kenkmann (Hg.): Kothe, Kanu, Kino und Kassette. Jugend zwischen Wilhelm II. und Wiedervereinigung, Leipzig 2012, S. 159–180.
- In der Provinz bin ich der Prinz – Jugendkulturelle Konflikte in der DDR mit Beispielen aus dem Bezirk Suhl. In: Leonore Ansorg/Bernd Gehrke/Thomas Klein/Danuta Kneipp (Hrsg.): „Das Land ist still – noch!“ Herrschaftswandel und politische Gegnerschaft in der DDR (1971–1989). Köln/Weimar/Wien 2009, S. 181–202.
- »Mir ist so langweilig!« Jugend, Alltag und die sozialistische Provinz, in: Susanne Muhle u. a. (Hg.): Die DDR im Blick. Ein zeithistorisches Lesebuch, Berlin 2008, S. 129–138.